# Ван-Б'юрен (округ, Мічиган)
Шаблон:StateAbbr_ 42°16′ пн. ш. 86°19′ зх. д. / 42.27° пн. ш. 86.31° зх. д.
Округ  Ван-Б'юрен (англ. Van Buren County) — округ (графство) у штаті Мічиган, США. Ідентифікатор округу 26159.

## Історія
Округ утворений 1829 року.

## Демографія
За даними перепису 
2000 року 
загальне населення округу становило 76263 осіб, зокрема міського населення було 20801, а сільського — 55462.
Серед мешканців округу чоловіків було 37843, а жінок — 38420. В окрузі було 27982 домогосподарства, 20327 родин, які мешкали в 33975 будинках.
Середній розмір родини становив 3,1.
Віковий розподіл населення поданий у таблиці:
| Стать    | До 15 років | 15-21 | 22-29 | 30-39 | 40-49 | 50-65 | 65-85 | Понад 85 |
| -------- | ----------- | ----- | ----- | ----- | ----- | ----- | ----- | -------- |
| Чоловіки | 9137        | 3978  | 3204  | 5302  | 6160  | 6037  | 3650  | 375      |
| Жінки    | 8380        | 3682  | 3190  | 5500  | 6286  | 6034  | 4565  | 783      |

## Суміжні округи
- Аллеган — північ
- Каламазу — схід
- Сент-Джозеф — південний схід
- Кесс — південь
- Беррієн — південний захід
- Лейк, Іллінойс — захід

## Виноски
1. ↑  US Decennial Census. US Census Bureau. Архів оригіналу за 19 липня 2018. Процитовано 28 вересня 2014.
2. ↑  Historical Census Browser. University of Virginia Library. Архів оригіналу за 11 серпня 2012. Процитовано 28 вересня 2014.
3. ↑  Population of Counties by Decennial Census: 1900 to 1990. US Census Bureau. Архів оригіналу за 15 лютого 2015. Процитовано 28 вересня 2014.
4. ↑  Census 2000 PHC-T-4. Ranking Tables for Counties: 1990 and 2000 (PDF). US Census Bureau. Архів оригіналу (PDF) за 18 грудня 2014. Процитовано 28 вересня 2014.
5. ↑  State & County QuickFacts. US Census Bureau. Архів оригіналу за 22 липня 2011. Процитовано 29 серпня 2013.(англ.) Наведено за англійською вікіпедією.
6. ↑  American FactFinder. Бюро перепису населення США. Архів оригіналу за 26 лютого 2012. Процитовано 31 січня 2008.

| США | Це незавершена стаття з географії США. Ви можете допомогти проєкту, виправивши або дописавши її. |